# Claude-Victor Perrin
Claude-Victor Perrin, känd som Victor, född 7 december 1764 i Lamarche i Vosges, död 1 mars 1841 i Paris, var en fransk militär, utnämnd till hertig av Belluno 1808 och marskalk av Frankrike 1807.

## Tidig karriär
Victor inträdde 1781 vid artilleriet och blev efter franska revolutionens utbrott officer. För sina framgångar under belägringen av Toulon 1793 utnämndes Victor till brigadgeneral, deltog sedermera i krigen i Italien och utmärkte sig som divisionschef i slaget vid Marengo.

## Napoleonkrigen
1805–1806 var han envoyé i Danmark. 1806 var han stabschef vid 5:e armékåren, blev 1807 tillfångatagen av Ferdinand von Schills frikår i Pommern men utväxlades mot Gebhard Leberecht von Blücher. I slaget vid Friedland 1807 förde han med utmärkelse 1:a armékåren, belönades genom att utnämnas till marskalk av Frankrike och upphöjdes 1808 till hertig av Belluno. Samma år begav han sig med 1:a armékåren till Spanien, där han kämpade till 1812, då han deltog i Napoleons ryska fälttåg i spetsen för 9:e kåren. I slaget vid Berezina, där han med arriärgardet uppehöll de påträngande ryssarna, bidrog han i väsentlig mån till Napoleons räddning.
Victor deltog vidare i fälttågen 1813 och 1814, men råkade genom en försummelse vid Montereau ut för Napoleons onåd och slöt sig därefter till Ludvig XVIII. Victor var ordförande i den kommission som dömde de officerare, däribland marskalk Michel Ney, som under de hundra dagarna avfallit till Napoleon.

## Pär och krigsminister
Claude-Victor Perrin blev pär och var krigsminister 1821–1823. Den av vissa oregelbundenheter i förvaltningen framkallade Ouvrard-processen medförde Victors tillbakaträdande. Hans son utgav 1846 hans memoarer under titeln Extraits des mémoires inédits du duc de Belluno, och hans staty är rest i Lamarche.